# Orogènesi tacònica

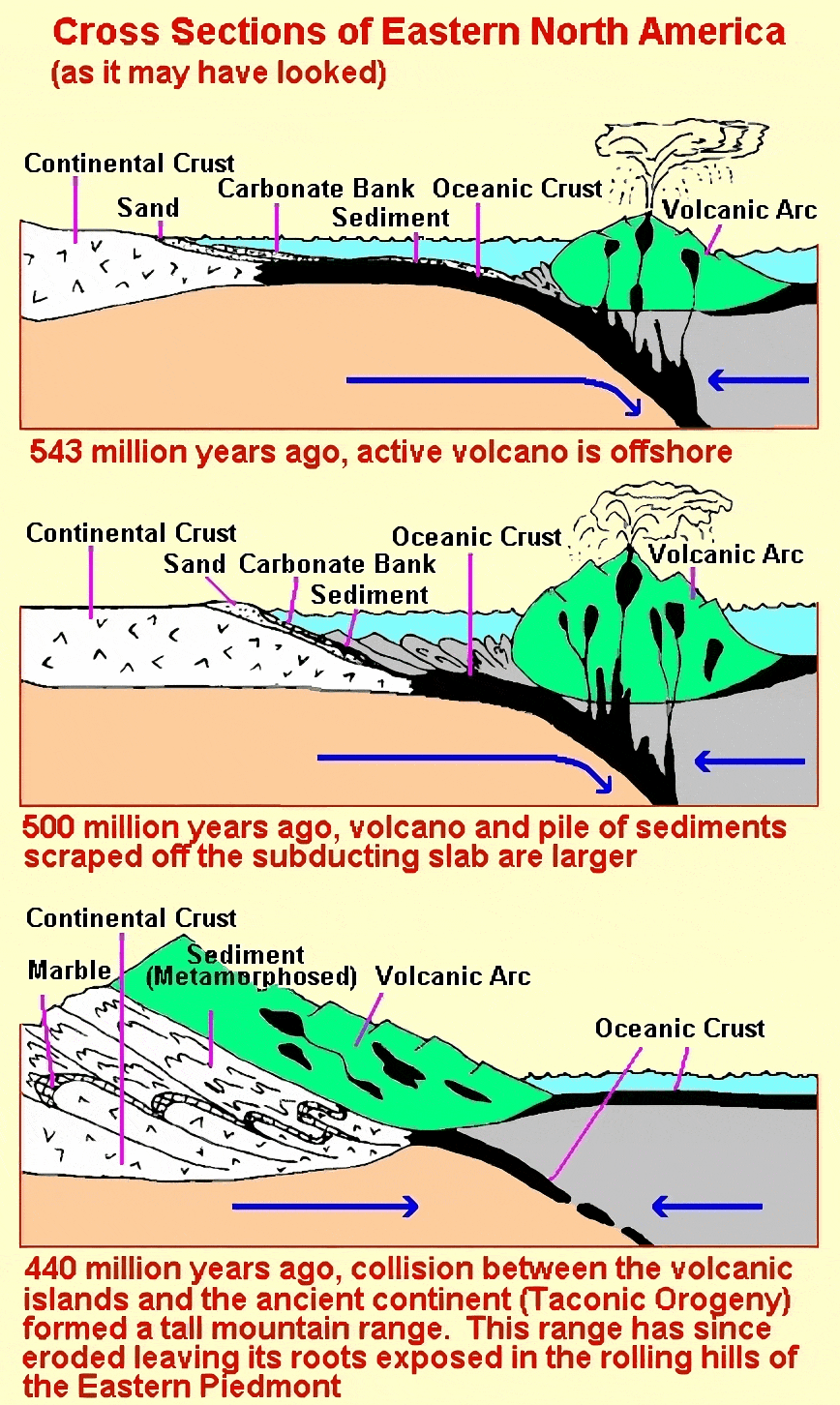
Esquema: Orogènesi tacònica:1.Volcans actius dins de l'oceà. 2. la litosfera oceànica munta damunt la continental. 3. L'empenta de la col·lisió produeix l'aixecament de la serralada.

L'orogènia tacònica és el primer episodi de formació de muntanyes que originà el relleu de les Muntanyes Apalatxes. El nom prové de les Muntanyes Tacòniques, una serra integrant dels Apalatxes a l'est del riu Hudson. L'orogènesi es va produir a l'àrea geogràfica continental que avui correspon a Amèrica del Nord. Hi va haver tres episodis, tots esdevinguts a l'Ordovicià. A l'Ordovicià inferior va afectar els actuals Maine, Terranova i Labrador; al mitjà la part est de Tennessee; al superior Nova York, Pensilvània i la part est de Virgínia.
Va ser un període constructiu de muntanyes que va acabar ara fa 440 milions d'anys i va afectar gran part de l'actual Nova Anglaterra formant-se una serralada muntanyenca des de l'est del Canadà fins a l'actual plana atlàntica i les Blue Ridge, pròximes a la costa est dels Estats Units. Amb l'erosió de la serralada durant els períodes Silúrià i Devonià, els sediments es van estendre i acumular als actuals Apalatxes i al centre continental d'Amèrica del Nord.

## Causa
La causa de l'orogènia fou la col·lisió entre les plaques tectòniques: la vora continental més antiga de la placa nord-americana i una sub-placa, ara ja extinta, procedent del fons de l'oceà de Iapetus. La placa continental va subduir sota la placa dominant de la litosfera oceànica, produint un arc d'illa volcànica a l'oceà Iapetus.

## Esdeveniments
La subducció va unir un arc d'illa volcànica i Laurència (l'antiga placa d'Amèrica del Nord). En resultà un extens arc de muntanyes que, amb el temps i l'erosió, va aportar una gran quantitat de sediments. Les roques sedimentàries i les roques metamòrfiques i ígnies que es formaren a la base de l'arc muntanyenc s'identifiquen i s'anomenen com a roques de "l'orogènia tacònica".

## Roques
Les roques formades en l'arc d'illa van acumular-se damunt el continent durant l'orogènia. Atès els isòtops trobats s'originaren dos tipus de roques: una primera cristal·lització del magma a l'arc volcànic i un metamorfisme posterior. La tonalita, que és un granitoide metamorfitzat n'és un bon exemple ja que abans de l'orogènia, aquesta roca no havia patit metamorfisme.